# Whistle!
Whistle! (ホイッスル!, Hoissuru!) és un manga japonès de Daisuke Higuchi, que fou adaptat a una sèrie d'animació de 39 episodis, emès exclusivament pel canal d'anime, Animax al Japó i Corea del Sud.